# West Harlsey
West Harlsey – wieś w Anglii, w hrabstwie North Yorkshire, w dystrykcie (unitary authority) North Yorkshire. Leży 50 km na północ od miasta York i 330 km na północ od Londynu.